# Lijst van rijksmonumenten in Veghel

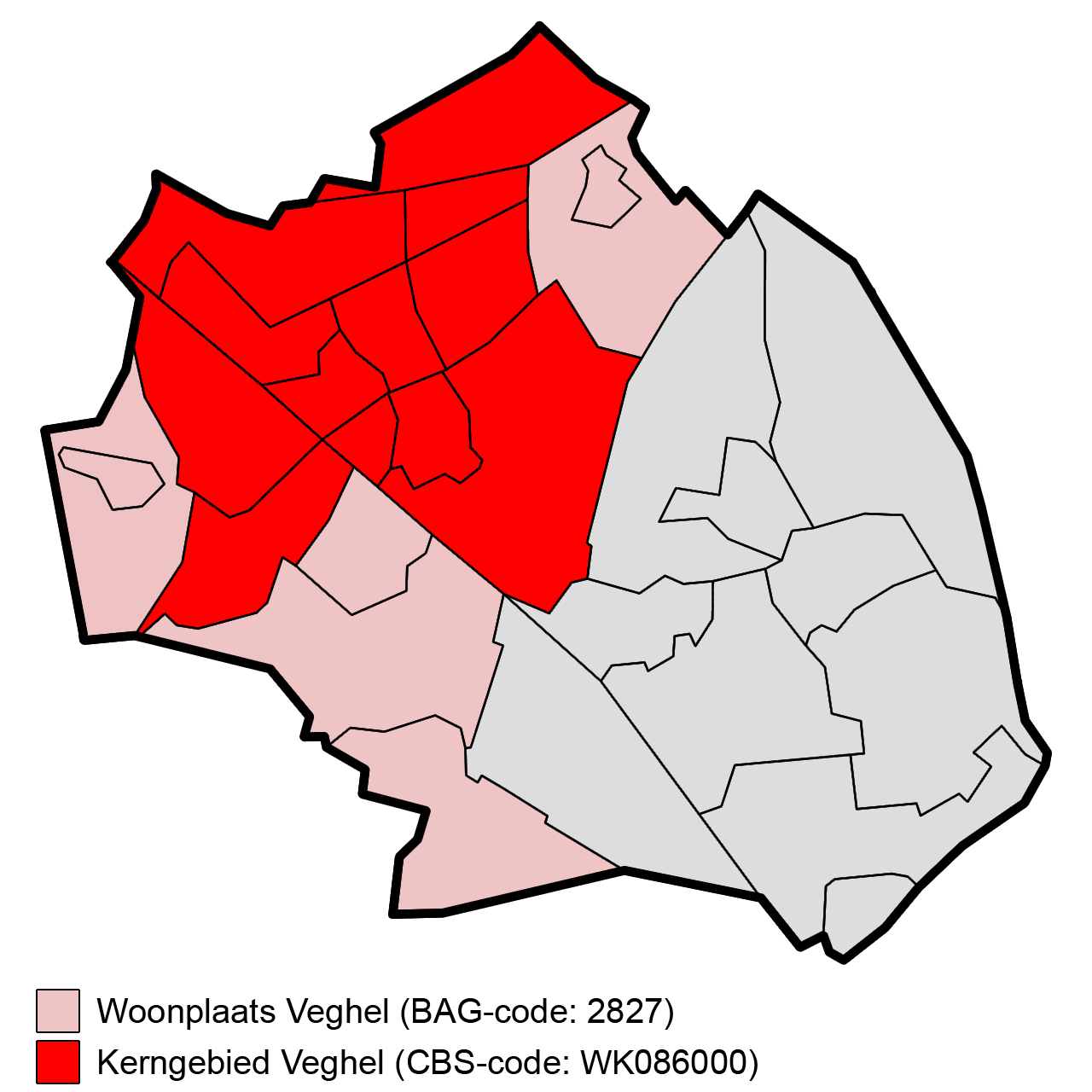
Veghel (BAG-code:2827)

De kern Veghel telt 31 inschrijvingen in het rijksmonumentenregister. 
| Object | Oorspronkelijke functie?  | Bouwjaar           | Architect                  | Locatie                            | Coördinaten?                  | Nr.?   | Afbeelding                                                               |
| --- | ------------------------- | ------------------ | -------------------------- | ---------------------------------- | ----------------------------- | ------ | ------------------------------------------------------------------------ |
| Boerderij Schimmelrode van het langgeveltype                                                              | Boerderij                 | <1809 (jaarankers) |                            | Dorshout 18                        | 51° 37' 22" NB, 5° 31' 36" OL | 37032  | Boerderij Schimmelrode van het langgeveltype                             |
| Herenhuis Het Bonte Paard. Tezamen met Hoofdstraat 39 een herenhuis vormende                              | Woonhuis                  | 1832               |                            | Hoofdstraat 37                     | 51° 36' 58" NB, 5° 32' 41" OL | 37033  | Meer afbeeldingen                                                        |
| Herenhuis Het Bonte Paard. Tezamen met Hoofdstraat 37 een herenhuis vormende                              | Woonhuis                  | 1832               |                            | Hoofdstraat 39                     | 51° 36' 58" NB, 5° 32' 41" OL | 37034  | Meer afbeeldingen                                                        |
| Herenhuis Den Roskam met geblokte hoekpilasters, met fraaie deur en deuromlijsting met jonische pilasters | Woonhuis                  | <1832              |                            | Hoofdstraat 41-41a                 | 51° 36' 59" NB, 5° 32' 41" OL | 37035  | Meer afbeeldingen                                                        |
| Lodewijkskerkje van de Protestantse gemeente                                                              | Kerk en kerkonderdeel     | 1820               |                            | Hoofdstraat 53                     | 51° 36' 58" NB, 5° 32' 44" OL | 37036  | Meer afbeeldingen                                                        |
| Rooms-katholiek ensemble: Sint-Lambertuskerk                                                              | Kerk en kerkonderdeel     | 1856-1862          | P.J.H. Cuypers             | Deken van Miertstraat 2            | 51° 37' 4" NB, 5° 32' 31" OL  | 37037  | Meer afbeeldingen                                                        |
| Rooms-katholiek ensemble: Louteringsberg                                                                  | Kerk en kerkonderdeel     | 1852               | Gebr. Goossens             | St. Lambertuskerk                  | 51° 37' 7" NB, 5° 32' 33" OL  | 521255 | Meer afbeeldingen                                                        |
| Rooms-katholiek ensemble: Grafmonument van L.C.H.M. van Sasse van Ysselt                                  | Begraafplaats en -onderdl | 1906               | Victor Barette             | St. Lambertuskerk (bij)            | 51° 37' 6" NB, 5° 32' 33" OL  | 521256 | Rooms-katholiek ensemble: Grafmonument van L.C.H.M. van Sasse van Ysselt |
| Rooms-katholiek ensemble: Grafmonument van J.M.C. Rath                                                    | Begraafplaats en -onderdl | 1901               |                            | St. Lambertuskerk (bij)            | 51° 37' 6" NB, 5° 32' 33" OL  | 521257 | Rooms-katholiek ensemble: Grafmonument van J.M.C. Rath                   |
| Rooms-katholiek ensemble: Grafmonument van A.M. Commandeur-van Liempt                                     | Begraafplaats en -onderdl | 1885               | J. Bolsius                 | St. Lambertuskerk (bij)            | 51° 37' 6" NB, 5° 32' 33" OL  | 521258 | Rooms-katholiek ensemble: Grafmonument van A.M. Commandeur-van Liempt    |
| Rooms-katholiek ensemble: Grafmonument van A.M. van den Bergh-Sassen                                      | Begraafplaats en -onderdl | 1887               | N. Glaudemans              | St. Lambertuskerk (bij)            | 51° 37' 6" NB, 5° 32' 33" OL  | 521259 | Meer afbeeldingen                                                        |
| Rooms-katholiek ensemble: Grafmonument van de familie Smits-Godschalk                                     | Begraafplaats en -onderdl | 1884               | Dobbe & Van Pelt           | St. Lambertuskerk (bij)            | 51° 37' 6" NB, 5° 32' 33" OL  | 521260 | Rooms-katholiek ensemble: Grafmonument van de familie Smits-Godschalk    |
| Rooms-katholiek ensemble: Grafmonument van de familie Manssen-Gerbrands                                   | Begraafplaats en -onderdl | 1900               | C. Peterse & Zn. Osch      | St. Lambertuskerk (bij)            | 51° 37' 6" NB, 5° 32' 33" OL  | 521261 | Rooms-katholiek ensemble: Grafmonument van de familie Manssen-Gerbrands  |
| Rooms-katholiek ensemble: Klooster Sint-Franciscus                                                        | Klooster, kloosteronderdl | 1869-1872          | P.J.H. Cuypers             | Deken van Miertstraat 8            | 51° 37' 4" NB, 5° 32' 33" OL  | 521263 | Rooms-katholiek ensemble: Klooster Sint-Franciscus                       |
| Rooms-katholiek ensemble: Kloosterkapel                                                                   | Kapel                     | 1939               | J.J.M. van Halteren        | Deken van Miertstraat 8            | 51° 37' 4" NB, 5° 32' 33" OL  | 521264 | Rooms-katholiek ensemble: Kloosterkapel                                  |
| Rooms-katholiek ensemble: Congregatiekapel                                                                | Kapel                     |                    | Joseph Cuypers             | Mr. van Coothstraat 1              | 51° 37' 6" NB, 5° 32' 30" OL  | 521265 | Meer afbeeldingen                                                        |
| Enkelsporige brug over de Aa                                                                              | Brug                      | 1872               | N.B.D.S.                   | rivier de Aa (bij)                 | 51° 37' 20" NB, 5° 31' 56" OL | 521266 | Meer afbeeldingen                                                        |
| Herenhuis in eclectische stijl                                                                            | Woonhuis                  | 1882               | L.Vervoort                 | Hoofdstraat 1                      | 51° 36' 57" NB, 5° 32' 33" OL | 521268 | Meer afbeeldingen                                                        |
| L-vormige dorpsboerderij                                                                                  | Boerderij                 | 1887               |                            | Hoogstraat 21                      | 51° 36' 56" NB, 5° 32' 21" OL | 521269 | Meer afbeeldingen                                                        |
| Rooms-katholiek ensemble: Pastorie                                                                        | Kerkelijke dienstwoning   | 1904               | J.Th.J. Cuypers & J. Stuyt | Burg. de Kuijperlaan 1             | 51° 37' 7" NB, 5° 32' 28" OL  | 521271 | Meer afbeeldingen                                                        |
| Graansilo NCB                                                                                             | Opslag                    | 1917               | J.G. Wiebenga              | Verlengde Noordkade 20, Oude Haven | 51° 36' 56" NB, 5° 31' 48" OL | 521274 | Meer afbeeldingen                                                        |
| Overweg met installatie voor handmatige bediening van spoorwegbomen                                       | Weg                       | 1872               | N.B.D.S.                   | Parallelweg Zuid bij nr.6          | 51° 37' 31" NB, 5° 32' 35" OL | 521275 | Meer afbeeldingen                                                        |
| Vrijstaande villa op de hoek van de zuidkade met de lelielaan                                             | Woonhuis                  | 1882               |                            | Zuidkade 18                        | 51° 36' 52" NB, 5° 31' 55" OL | 521276 | Meer afbeeldingen                                                        |
| Vrijstaande villa, met een tuin rondom                                                                    | Woonhuis                  | 1883               |                            | Zuidkade 24                        | 51° 36' 51" NB, 5° 31' 49" OL | 521277 | Meer afbeeldingen                                                        |
| Rooms-katholiek ensemble: Grafmonument van F.E.M. van Sasse van Ysselt                                    | Begraafplaats en -onderdl | 1911               |                            | St. Lambertuskerk                  | 51° 37' 6" NB, 5° 32' 33" OL  | 525750 | Rooms-katholiek ensemble: Grafmonument van F.E.M. van Sasse van Ysselt   |
| Rooms-katholiek ensemble: Grafmonument van Hubert van den Bergh                                           | Begraafplaats en -onderdl | 1906               | N. Glaudemans en Zn.       | St. Lambertuskerk                  | 51° 37' 6" NB, 5° 32' 33" OL  | 525752 | Meer afbeeldingen                                                        |
| Rooms-katholiek ensemble: Grafmonument van A R.                                                           | Begraafplaats en -onderdl | ca. 1900           | C. Peterse & Zn. Osch      | St. Lambertuskerk                  | 51° 37' 6" NB, 5° 32' 33" OL  | 525753 | Rooms-katholiek ensemble: Grafmonument van A R.                          |
| Rooms-katholiek ensemble: Grafmonument van de familie Scheij                                              | Begraafplaats en -onderdl | eind 19e eeuw      |                            | St. Lambertuskerk                  | 51° 37' 6" NB, 5° 32' 33" OL  | 525754 | Rooms-katholiek ensemble: Grafmonument van de familie Scheij             |
| Rooms-katholiek ensemble: Grafmonument van de familie Volker                                              | Begraafplaats en -onderdl | ca. 1880           |                            | St. Lambertuskerk                  | 51° 37' 6" NB, 5° 32' 33" OL  | 525755 | Rooms-katholiek ensemble: Grafmonument van de familie Volker             |
| Rooms-katholiek ensemble: Grafmonument van F.P. van de Heuvel                                             | Begraafplaats en -onderdl | ca. 1892           |                            | St. Lambertuskerk                  | 51° 37' 6" NB, 5° 32' 33" OL  | 525756 | Rooms-katholiek ensemble: Grafmonument van F.P. van de Heuvel            |
| Rooms-katholiek ensemble: Grafmonument van de familie Rath                                                | Begraafplaats en -onderdl | ca. 1876           |                            | St. Lambertuskerk                  | 51° 37' 6" NB, 5° 32' 33" OL  | 525757 | Rooms-katholiek ensemble: Grafmonument van de familie Rath               |